# Vitalisia sumatrana
Vitalisia sumatrana là một loài bọ cánh cứng trong họ Cerambycidae.